# Хрватска пошта Мостар
Хрватска пошта д. о. о. Мостар је једно од три предузећа одговорна за поштанске услуге у Босни и Херцеговини. Дјелује углавном на подручјима са хрватском већином у Федерацији Босне и Херцеговине, а сједиште јој је у Мостару. Друга два предузећа чине БХ Пошта и Поште Српске.

## Историјат
Хрватска пошта Мостар постоји од 1992. Настала је распадом тадашњег ПТТ БиХ на бошњачки, српски и хрватски. Хрватска пошта Мостар је почела са радом 1993. у оквиру предузећа Хрватска пошта и телекомуникације, од 2003. функционише као самостално предузеће. 